# Ulrich von Württemberg

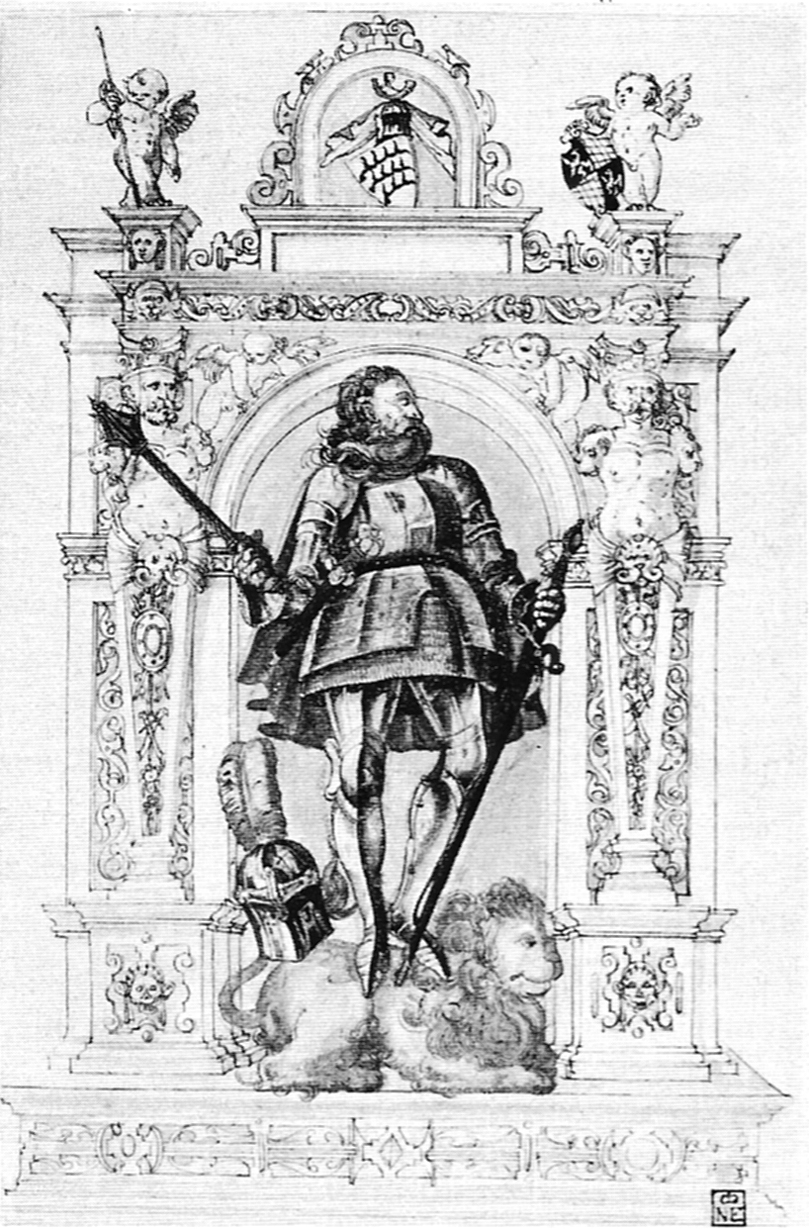
Entwurf zum Denkmal Graf Ulrichs, Sohn des Greiners (Federzeichnung aquareliert von Hans Steiner, um 1578)

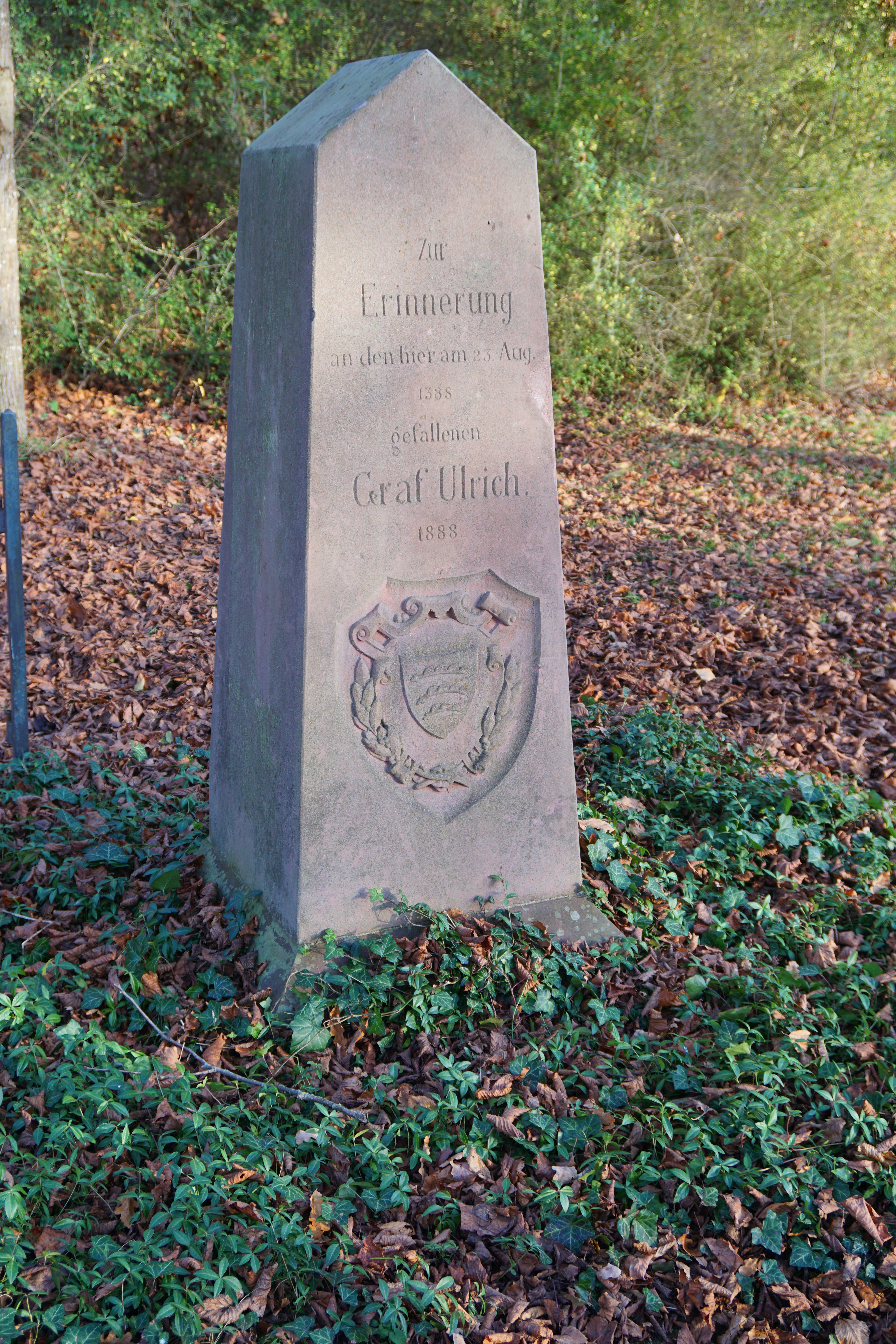
Ulrichstein bei Döffingen

Ulrich von Württemberg (* nach 1340; † 23. August 1388 in der Schlacht bei Döffingen) war der Sohn von Graf Eberhard II. von Württemberg und Elisabeth von Henneberg-Schleusingen.

## Leben

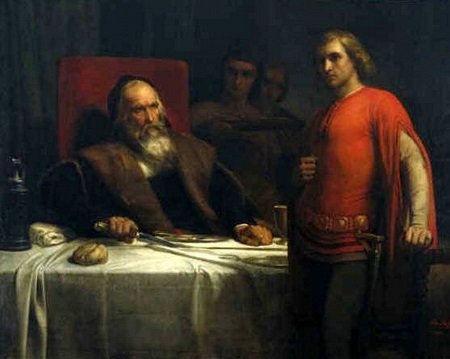
Graf Eberhard von Württemberg verbannt seinen Sohn Ulrich von seiner Tafel, Gemälde von Ary Scheffer (1851). Darstellung einer Szene aus dem Jahre 1378 im Stuttgarter Schloss, als Eberhard der Greiner, wie von Martin Crusius in den Annales Suevici geschildert, das Tischtuch zerschnitt, um seinen Unmut wegen der Niederlage seines Sohnes in der Schlacht bei Reutlingen zum Ausdruck zu bringen

Im Jahre 1362 heiratete Ulrich Elisabeth von Bayern (* 1329; † 1402), Tochter von Kaiser Ludwig IV. Aus dieser Ehe ging der spätere Graf Eberhard III. von Württemberg hervor. Verschiedene Quellen gehen noch von weiteren Söhnen mit den Namen Heinrich und Ulrich sowie von einer Tochter aus.
Nach dem Tod seines Onkels Ulrich IV. im Jahr 1366 regiert er Württemberg offensichtlich gemeinsam mit seinem Vater Eberhard II. Beide entkamen 1367 während eines Aufenthalts „im Wildbad“ (vermutlich Wildbad oder Teinach) einem Attentat durch den Grafen Wolf von Eberstein. In der Zeit danach richtete Eberhard seine Politik stark gegen die einer weiteren Vergrößerung Württembergs im Weg stehenden Reichsstädte aus. 1372 kam es bei Altheim zu einer ersten für Württemberg siegreichen Schlacht gegen die Städte. Am 14. Mai 1377 befand sich Ulrich gemeinsam mit einer größeren Anzahl von Rittern auf der Burg Achalm, als Söldner aus der Freien Reichsstadt Reutlingen einen Plünderungszug auf württembergisches Gebiet unternahmen. Ulrich griff sie auf ihrem Rückmarsch unterhalb der Achalm an (Schlacht bei Reutlingen). Ulrichs Mannschaft zog sich nach hohen Verlusten, wobei mehr als 60 Ritter gefallen waren, auf die Achalm zurück. Auch Ulrich, der nur mit Mühe entkommen konnte, wurde in der Schlacht verwundet. Als Ulrich halbwegs genesen bei seinem Vater Eberhard im Stuttgarter Schloss erschien, war dieser immer noch wütend auf seinen Sohn. Es soll sich folgende von Ludwig Uhland in dramatischen Worten geschilderte Szene zugetragen haben:  
Da fasst der Greis ein Messer und spricht kein Wort dabei
Und schneidet zwischen beiden das Tafeltuch entzwei.
So endet Uhlands Ballade Die Schlacht bei Reutlingen. Ary Scheffer hat diese literarische Szene 1851 in einem Gemälde dargestellt, welches sich im Museum Boijmans Van Beuningen in Rotterdam befindet.
Bereits 1380, kurz nach seiner Gründung, trat Ulrich dem Löwenbund, einer Vereinigung des Adels gegen die Städte, bei. Ulrich wurde dadurch zu einer Art Bindeglied zwischen der Grafschaft Württemberg und dem in einer Frontstellung zu den Städten stehenden Niederadel. Am 23. August 1388 erreichten die militärischen Auseinandersetzungen Württembergs und weiterer Adliger mit dem 1376 gegründeten Schwäbischen Städtebund in der Schlacht bei Döffingen ihren Höhepunkt. Die Vorhut des adligen Heeres wurde von Ulrich geführt. Diese wurde im Verlauf der Schlacht nahezu aufgerieben und Ulrich fiel. Nach dem Eintreffen der Hauptarmee, die von seinem Vater geführt wurde, konnte Württemberg die Schlacht gewinnen. Friedrich Schiller thematisierte den Tod Ulrichs in seinem Gedicht Graf Eberhard der Greiner von Wirtemberg, welches in der Anthologie auf das Jahr 1782 veröffentlicht wurde. Auch durch Ludwig Uhland ist Ulrichs Tod in Verszeilen in der Ballade Die Döffinger Schlacht verewigt worden. In Ulrichs 500. Todesjahr wurde bei Döffingen ein Gedenkstein zu seinen Ehren errichtet. 